# Лече, Ричард Уэбстер
Ричард Вебстер Лечи (англ. Richard Webster Leche; 15 мая 1898 — 22 февраля 1965) — американский политик, губернатор штата Луизиана от Демократической партии (1936—1939). Лечи был первым губернатором Луизианы, осужденным к тюремному заключению.
Лечи принадлежал к команде сенатора Хьюи Лонга, в частности руководил его кампанией по выборам в сенат в 1930 г. В 1932 Лонг пролоббировал Лечи в секретари к губернатору Луизианы Оскару Келли Алену. Основной работой Лечи было наблюдать за губернатором и ежедневно докладывать Лонгу.
После гибели Лонга в сентябре 1935 его политическая команда осталась без явного лидера. После длительных закулисных переговоров Личи стал кандидатом на губернаторских выборах 1936, и получил победу. После инаугурации Лечи заявил: «Когда я давал присягу, не принимал обет бедности».
Администрация президента Рузвельта добилась от Лечи обещания прекратить поддержку организованного Лонгом движения «Поделимся нашим достатком», и поддержать новый курс.
Через некоторое время администрация Рузвельта получила доказательства нецелевого использования федеральных средств, а также уклонение от уплаты налогов которые допускала администрация Личи. Прекращение конфронтации с Вашингтоном администрация губернатора восприняла как возможность больше украсть. Когда факты коррупции стали слишком кричащими Личи и нескольким его друзьям были предъявлены обвинения. В результате 26 июня 1939 Личи подал в отставку. Его заменил вице-губернатор Эрл Лонг.

## Осуждение и лишение свободы
Отставка не положила конец юридическим проблемам Личи. В 1940 году Лечи был приговорен к 10 годам заключения за мошенничество с использованием средств государственного бюджета, использования государственных ресурсов на строительство частных домов для себя и своих союзников, получения незаконных прибыли от продажи незаконно добытой нефти, уклонение от уплаты налогов и злоупотребление средствами с университета Луизианы.
В 1945 году он был условно освобожден, а в 1953 году Гарри Трумэн его помиловал.
Через некоторое время он возобновил свою адвокатскую практику и до смерти в 1965 году жил в Новом Орлеане.
Спустя десятилетие после Личи, Эдвин Эдвардс станет вторым губернатором Луизианы осужденным к тюремному заключению.